# Gobierno limitado
Un gobierno limitado es aquel cuyas funciones y poderes ejercidos a través del Estado están limitados o restringidos por la ley, generalmente por medio de una constitución. Estos poderes nunca pueden interferir con las libertades de cada individuo. Así pues, este gobierno quedaría limitado a las funciones de justicia, seguridad, defensa, y en algunos casos obras públicas.
El término es de uso más o menos reciente y se ha querido aplicar a las teorías políticas de la Ilustración, que dieron lugar al constitucionalismo liberal del siglo XIX. Estas incluyen, como ejes fundamentales, la separación de poderes y el sometimiento del Estado a una constitución.

## Gobierno limitado y la Ilustración
Si bien el Estado siempre ha estado sujeto a una serie de controles, no sería sino hasta el siglo XVIII que los pensadores de la Ilustración propusieran que la ley debería regular la forma como estos controles se ejercían.
El modelo británico puede representar el ejemplo más claro de un Estado controlado o limitado previo a la Ilustración. La forma como se establecían estos controles (y se siguen estableciendo) es mediante la convención y la tradición, sin que medie un documento (constitución) que establezca estos límites. En el modelo británico se encuentran ya los conceptos de separación de poderes que serían utilizados por los pensadores franceses del siglo XVIII para establecer el modelo ilustrado.
La Constitución de los Estados Unidos de 1787 es el primer documento que, de forma clara, establece la separación de poderes, las libertades individuales y los límites del Estado sobre la vida de las personas.
El término «gobierno limitado» no fue utilizado por los autores de la Ilustración ni por las constituciones inspiradas en ella, pero sí se mencionaban sus características. Por ejemplo, Adam Smith habló extensamente y en detalle de la necesidad de evitar la interferencia gubernamental en el mercado a través de subvenciones, aranceles o restricciones al ejercicio de las profesiones como los numeri clausi, y expresó que las funciones del gobierno no debían ir más allá del ejército, la policía, la justicia y algunas obras públicas.

## Gobierno limitado como concepto reciente
Aunque en líneas generales, la doctrina del gobierno limitado se fundamenta en las teorías republicanas de la Ilustración como la separación de poderes, para sus propuestas concretas se apoya en teorías hayekianas y monetaristas sobre la superior eficiencia del mercado en la provisión de la mayoría de bienes y servicios. Promueve, por lo tanto, la apertura al mercado de los servicios sociales como sanidad y educación, así como la reducción de las estructuras burocráticas de administración pública y la redistribución de los bienes públicos.
De acuerdo con los teóricos libertarios del think tank estadounidense Cato Institute, la única tarea legítima del gobierno es crear un marco de estabilidad garantizando paz, justicia y libertad, y defender los derechos individuales de sus ciudadanos, que se definen normalmente en términos de libertad, vida y propiedad o de igualdad de derechos. Es decir, la teoría del gobierno limitado rechaza los derechos de segunda y tercera generación por interferir en la libertad negativa del individuo.
Por consiguiente, el exceso en las funciones estatales, al tener éste el monopolio de la violencia, se equipara a la tiranía. Para evitar la concentración de poder en unas pocas manos, se propone limitar los poderes y la actuación del gobierno: no sólo el establecimiento de una constitución que regule el ejercicio del derecho, sino restringir las capacidades de la administración de acceder a la prensa (para permitir la independencia de ésta), los medios de producción (para favorecer la iniciativa privada) y la educación (para evitar la difusión de «propaganda estatal»).